# Полянка (Первомайський район)
Поля́нка — село в Україні, в Арбузинській селищній громаді Первомайського району Миколаївської області. Населення становить 390 осіб.

## Історія
На старих картах до 1920 року на місці полянки відзначені хутір Семененків та хутір Запорожців.
У метричних книгах церкви Різдва Пресвятої Богородиці, с. Арбузинка Єлисаветградського повіту жителів села записують як селян Ново-Полянки.
У 1894 році зазначається, що у Ново Полянці проживає 90 чоловіків та 109 жінок та є 37 дворів.  

## Населення

### Мова
Розподіл населення за рідною мовою за даними перепису 2001 року:
| Мова       | Кількість | Відсоток |
| ---------- | --------- | -------- |
| українська | 359       | 92.05%   |
| румунська  | 16        | 4.10%    |
| російська  | 15        | 3.85%    |
| Усього     | 390       | 100%     |

## Географія
Селом тече Балка Осикова.